# Emil Fechtner
Emil Fechtner (16. září 1916 Žižkov – 29. října 1940 Whittlesford, Anglie) byl československý pilot Royal Air Force a oběť druhé světové války.

## Život

### Před druhou světovou válkou
Emil Fechtner se narodil 16. září 1916 na Žižkově u Prahy. Jeho otec získal práci v Hradci Králové a rodina se přestěhovala tam. Emil Fechtner vystudoval královéhradecké reálné gymnázium a poté pracoval jako úředník. Vojenskou prezenční službu nastoupil do Olomouce, kde absolvoval školu pro důstojníky dělostřelectva v záloze, poté se rozhodl u armády zůstat. Mezi lety 1936 a 1937 studoval na Vojenské akademii v Hranicích, kterou ukončil jako poručík letectva, následně sloužil jako armádní pilot na Slovensku.

### Druhá světová válka
Po německé okupaci odešel v červnu 1939 do Polska, kde se přihlásil k československé zahraniční armádě a poté odplul do Francie. Byl přijat do francouzského letectva, do bojů proti Němcům v roce 1940 ale nezasáhl. Dne 24. června 1940 se mu podařilo dostat do Velké Británie. Vstoupil do řad 310. československé stíhací perutě RAF a zúčastnil se bitvy o Británii. Na své konto si zapsal čtyři sestřely nepřátelských letadel, jeden pravděpodobný a jedno poškození. Dne 29. října 1940 se Hawker Hurricane P3889 Emila Fechtnera při startu k operačnímu letu srazil se strojem stejného typu P3707 Jaroslava Malého. Emil Fechtner se zřítil u obce Whittlesford nedaleko Duxfordu. Jaroslavu Malému se podařilo nouzově přistát a střet přežít. Dne 2. listopadu 1940 byl Emil Fechtner pohřben v Roystonu, později bylo tělo převezeno na hřbitov v Brookwoodu.

## Ocenění

### Vyznamenání
- 1940 Záslužný letecký kříž (Spojené království)
- 1940 Československý válečný kříž 1939
- Československá medaile Za chrabrost před nepřítelem
- Československá medaile za zásluhy I. st.
- Pamětní medaile československé armády v zahraničí
- Hvězda 1939–1945

### Posmrtná ocenění
- Emil Fechtner byl v roce 1991 in memoriam povýšen na plukovníka